# Сафронов, Игорь Николаевич
Сафронов Игорь Николаевич (род. 4 октября 1956 года, Москва) — советский и российский инженер-конструктор, дизайнер, лауреат Государственной премии Российской Федерации (1998).

## Биография
Игорь Николаевич Сафронов родился 4 октября 1956 года в Москве.
В 1974 году поступил и в 1980 году окончил Московский авиационный институт по специальности «самолето- и вертолетостроение», получив квалификацию «инженер-механик оборудования и систем летательных аппаратов».
С 1980 года по 1982 год служил в Советской армии в ТЭЧ авиационного полка ПВО инженером-механиком, выполняя регламентные работы на самолете Ту-16.
С 1982 года по 1989 год работал в НПО «Молния» инженером-конструктором, где проектировал механизмы и узлы взлетно-посадочной системы космического корабля «Буран» (разработка конструкторской документации, сопровождение производства, испытания узлов системы). С 1985 года – руководитель и автор проекта по разработке новой парашютно-тормозной системы с улучшенными техническими характеристиками и сниженным весом на 70%. Автор и соавтор нескольких зарегистрированных изобретений.
С 1989 года по 1991 год работал в НПЦ «Информатика» начальником отделения медицинского оборудования. На основе конверсионной программы между Министерством авиационной промышленности и Министерством медицинской промышленности совместно с лабораториями Государственного института кровезаменителей и медицинских препаратов участвовал в разработке проекта промышленного производства чистого инсулина в обеспечение потребностей СССР. Одновременно в отделении был разработан и запатентован прибор для инъекций инсулина, существенно повлиявший на эволюцию в данной отрасли в мире.
В 1991 году основал инженерно-промышленную компанию «Биоинъектор». С апреля 1991 года по сентябрь 2005 года – главный конструктор, затем Генеральный директор ЗАО ИПК «Биоинъектор», совладелец компании. Занимался разработкой новых изделий и систем в сфере современной архитектуры, а также новых технологий и материалов. Во время работы в «Биоинъекторе» в 1999 году был награжден Государственной премией  РФ за работы 1998 года в области дизайна за разработку и внедрение фирменного стиля продукции.
В 2010 году продал активы и уехал в Лондон, где с 2011 года по 2013 год обучался в Royal College of Art / Imperial College London (Королевский Колледж Искусств / Имперский Колледж Лондона) и с отличием окончил двойной курс «Инновационный Инженерный Дизайн». С 2013 года по 2014 год – в докторантуре на факультете инженерной механики, кандидат на степень Доктора Философии PhD.
С 2017 года преподаёт в Институте бизнеса и дизайна, доцент. Читает лекции и ведёт практические занятия по таким дисциплинам, как «Конструирование», «Материаловедение», «Архитектурно-дизайнерское проектирование» и другим.
С 2021 года работает над проектом будущего музея старого города Ржева, реконструкцией и развитием Мемориального комплекса.
Историк и теоретик дизайна, публицист Галина Курьерова так писала о творчестве Игоря Николаевича Сафронова как дизайнера:

Вглядываясь в историю взаимоотношений дизайнеров и предпринимателей в Италии, особенно в легендарную эпоху «первоначального накопления дизайна», я поняла, что под «просвещенностью» здесь разумеется не только и даже не столько осведомленность в вопросах дизайна и широта культурного кругозора, сколько свойства и способности, которые иначе как творческими не назовешь: «звериная интуиция», способность рисковать на грани фола, культуротворческая широта взглядов и поступков. Фигур такого масштаба и размаха сейчас не осталось, пожалуй, и в самой Италии. Тем более я была изумлена, обнаружив в лице Игоря Сафронова, этого гиганта с детской улыбкой, возрожденным и воплощенным легендарный типаж предпринимателя-первопроходца, испытав при этом чувство, которое испытываю, к сожалению, крайне редко, а именно чувство "национальной гордости великороссов.

## Семья
- отец — Сафронов Николай Никитич, инженер-конструктор, лауреат Государственной премии РФ (1998).
- мать — Сафронова Ирина Порфирьевна, инженер самолетостроения
  - жена — Сафронова Татьяна Николаевна, социолог
    - дочь — Сафронова Мария Игоревна, художник.
    - дочь — Сафронова Екатерина Игоревна, музыкант

## Награды
- Государственная премия Российской Федерации в области дизайна (1998).